# Selaginella tyleri
Selaginella tyleri är en mosslummerväxtart som beskrevs av Albert Charles Smith. Selaginella tyleri ingår i släktet mosslumrar, och familjen mosslummerväxter. Inga underarter finns listade i Catalogue of Life.